# Buffalo Township (Illinois)
Die Buffalo Township ist eine von 24 Townships im Ogle County im Norden des US-amerikanischen Bundesstaates Illinois.

## Geografie
Die Buffalo Township liegt im Norden von Illinois rund 60 km südlich der Grenze zu Wisconsin. Der Mississippi, der die Grenze zu Iowa bildet, befindet sich rund 55 km westlich.
Die Buffalo Township liegt auf 41°59′08″ nördlicher Breite und 89°34′12″ westlicher Länge und erstreckt sich über 87,42 km².
Die Buffalo Township liegt im mittleren Südwesten des Ogle County und grenzt im Norden an die Lincoln Township, im Nordosten an die Mount Morris Township, im Osten an die Pine Creek Township, im Süden an die Woosung Township, im Westen an die Eagle Point Township und im Nordwesten an die Brookville Township.

## Verkehr
Durch die Township führt der U.S. Highway 52 und trifft dort auf die Illinois State Route 26. Alle weiteren Straßen sind County Highways sowie weiter untergeordnete und zum Teil unbefestigte Fahrwege.
In Ost-West-Richtung verläuft durch die Buffalo Township eine Eisenbahnlinie der BNSF Railway von Chicago nach Westen.
Der nächstgelegene Flugplatz ist der rund 20 km östlich der Township gelegene Ogle County Airport bei Mount Morris.

## Bevölkerung
Bei der Volkszählung im Jahr 2010 hatte die Township 2813 Einwohner. Neben Streubesiedlung gibt es zwei Siedlungen:
- Polo (City)
- Buffalo Grove (Unincorporated Community)